# 시모와치역
시모와치역(일본어: 下和知駅, しもわちえき)은 일본 히로시마현 미요시시에 위치한 서일본 여객철도 게이비 선의 철도역이다. 단선 승강장 1면 1선의 구조를 갖춘 지상역이다.

## 역 주변
- 국도 제183호선
- 주고쿠 종관 자동차도
- 구니카네 강
- 히로시마 현립 미요시 공원
- 데라 산 · 구니히로 산 · 진 산

## 역사
- 1923년 12월 8일 : 게이비 철도가 시오마치 역부터 빈고쇼바라역까지 연장했던 때에 와다무라역으로서 개업.
- 1925년 2월 1일 : 시모와치역으로 개칭.
- 1933년 6월 1일 : 게이비 철도의 일부 구간 매수에 의해 국유화. 일본국유철도 쇼바라 선의 역이 되었다.
- 1936년 10월 10일 : 쇼바라 선이 산신 선으로 편입되어, 이 역도 그 소속으로 한다.
- 1937년 7월 1일 : 산신 선이 게이비 선의 일부로 되어, 이 역도 그 소속으로 한다.
- 1972년 9월 1일 : 무인역화.
- 1987년 4월 1일 : 일본국유철도 분할 민영화에 의해, 서일본 여객철도가 승계.

## 인접 역
| 서일본 여객철도 게이비 선 | 서일본 여객철도 게이비 선 | 서일본 여객철도 게이비 선 |
| ------------------------- | ------------------------- | ------------------------- |
| 야마노우치 니미 방면      | ■ 게이비 선               | 시오마치 히로시마 방면    |